# Lijst van parlementsvoorzitters van Suriname
Hieronder staat een lijst van parlementsvoorzitters van Suriname. Het parlement in Suriname was tot de onafhankelijkheid op 25 november 1975 de Koloniale Staten/Staten van Suriname en sindsdien De Nationale Assemblée.

## Voorzitters van de Staten van Suriname (tot 1975)
| Naam                             | Aangetreden      | Afgetreden       |
| -------------------------------- | ---------------- | ---------------- |
| mr. J.M. Ganderheyden            | 8 mei 1866       | 13 april 1867    |
| S. Soesman Jr.                   | 14 mei 1867      | 10 mei 1869      |
| mr. J. Mauritsz Ganderheyden     | 11 mei 1869      | 11 mei 1874      |
| mr. G.J.A. Bosch Reitz           | 12 juni 1874     | 28 juni 1876     |
| J. de Jong                       | 30 juni 1876     | 1 oktober 1877   |
| mr. A.J. van Emden               | 5 november 1877  | 4 juni 1878      |
| mr. D. Juda                      | 5 juni 1878      | 11 mei 1896      |
| mr. C.J. Heylidy                 | 25 juni 1896     | 3 mei 1904       |
| I. da Costa                      | 10 mei 1904      | 31 december 1914 |
| jhr. mr. H.W. Asch van Wijck     | 11 mei 1915      | 29 juni 1918     |
| J.A. Dragten                     | 5 augustus 1918  | 10 mei 1920      |
| J.R. Thomson                     | 11 mei 1920      | 8 mei 1922       |
| mr. S.D. de Vries                | 9 mei 1922       | 10 mei 1926      |
| J.A. Drielsma                    | 11 mei 1926      | 14 mei 1930      |
| mr. J.C. Brons                   | 13 mei 1930      | 6 januari 1935   |
| mr. K.J. van Erpecum             | 14 mei 1935      | 6 april 1942     |
| dr. J.W. del Prado               | 7 april 1942     | 8 oktober 1943   |
| mr. G. Fikkert                   | 25 oktober 1943  | 4 april 1944     |
| dr. J.W. del Prado               | 4 april 1944     | 31 maart 1945    |
| F.H.R. Lim A Po Sr.              | 3 april 1945     | 31 maart 1947    |
| mr. H.L. de Vries                | 1 april 1947     | 6 januari 1949   |
| Johann Achmed de Miranda         | februari 1949    | april 1949       |
| mr. Gerard van der Schroeff      | 22 maart 1949    | 1 april 1951     |
| mr. Frederik Lim A Po            | 10 mei 1951      | 6 mei 1953       |
| mr. Huerta Milano Celvius Bergen | 15 mei 1953      | 3 januari 1955   |
| Johan Adolf Pengel               | 26 januari 1955  | 9 mei 1955       |
| dr. Henk van Ommeren             | 14 mei 1955      | 28 januari 1957  |
| Stuart Harry Axwijk              | 7 februari 1957  | 9 juli 1958      |
| Johan Kraag                      | 16 juli 1958     | 14 mei 1963      |
| Emile de la Fuente               | 30 mei 1963      | 6 januari 1964   |
| mr. Jagernath Lachmon            | 28 februari 1964 | 11 mei 1967      |
| Olton van Genderen               | 16 mei 1967      | 1 september 1969 |
| Clemens Ramkisoen Biswamitre     | 1 september 1969 | 18 november 1969 |
| mr. Jagernath Lachmon            | 18 november 1969 | 15 december 1973 |
| Olton van Genderen               | 15 december 1973 | 28 december 1973 |
| Emile Wijntuin                   | 28 december 1973 | 14 december 1977 |

## Voorzitters van De Nationale Assemblee van de Republiek Suriname (1975-heden)
| Naam                               | Aangetreden      | Afgetreden       |
| ---------------------------------- | ---------------- | ---------------- |
| Emile Wijntuin                     | 15 december 1977 | 13 augustus 1980 |
| parlement ontbonden tot 15-01-1985 |                  |                  |
| U.E. Aron                          | 15 januari 1985  | 13 december 1987 |
| mr. Jagernath Lachmon              | 14-12-1987       | 08-07-1991       |
| mr. J. Lachmon                     | 09-07-1991       | 08-07-1996       |
| mr. J. Lachmon                     | 09-07-1996       | 10-10-1996       |
| M. Djwalapersad                    | 10 oktober 1996  | 23 juli 2000     |
| mr. J. Lachmon                     | 24 juli 2000     | 19 oktober 2001  |
| R. Sardjoe                         | 06 november 2001 | 29 juni 2005     |
| S.P. Somohardjo                    | 30 juni 2005     | 29 juni 2010     |
| J. Geerlings-Simons                | 30 juni 2010     | 29 juni 2015     |
| J. Geerlings-Simons                | 30 juni 2015     | 29 juni 2020     |
| Ronnie Brunswijk                   | 29 juni 2020     | 13 juli 2020     |
| Marinus Bee                        | 14 juli 2020     | 29 juni 2025     |
| Ashwin Adhin                       | 29 juni 2025     | heden            |